# (30859) 1992 BM
(30859) 1992 BM est un astéroïde de la ceinture principale d'astéroïdes découvert en 1992.

## Description
(30859) 1992 BM a été découvert le 28 janvier 1992 à Kushiro (Japon) par Seiji Ueda et Hiroshi Kaneda.

### Caractéristiques orbitales
L'orbite de cet astéroïde est caractérisée par un demi-grand axe de 2,25 ua, un périhélie de 1,88 ua, une excentricité de 0,16 et une inclinaison de 5,65° par rapport à l'écliptique. Du fait de ces caractéristiques, à savoir un demi-grand axe compris entre 2 et 3,2 ua et un périhélie supérieur à 1,666 ua, il est classé, selon la JPL Small-Body Database, comme objet de la ceinture principale d'astéroïdes.

### Caractéristiques physiques
(30859) 1992 BM a une magnitude absolue (H) de 14,5 et un albédo estimé à 0,228.